# Médanos (Buenos Aires)
Pour les articles homonymes, voir Médanos.
Médanos est une localité argentine située dans le partido de Villarino, dans la province de Buenos Aires. Elle est le chef-lieu du partido'. Au départ, le siège du partido' se trouvait à La Laguna de Aufracio, puis il a déménagé à Villarino Viejo (dans les environs de Cuatreros, près de la ville de Bahía Blanca) et au début du XXe siècle, il s'est définitivement installé à Colonia Médanos.

## Histoire
Médanos est considérée comme la « capitale nationale de l'ail » et, au cours de la dernière décennie, elle a commencé à produire des vins Médanos de qualité. À 4 km du centre se trouve le Pays Los Médanos, anciennement Barrio Gas del Estado, où se trouve une station thermale et une communauté fermée. Elle a été fondée le 13 avril 1897, date du décret qui a autorisé l'inauguration de l'embranchement ferroviaire et l'habilitation de la gare. Son nom a été donné par la géographie typique de l'endroit.

## Géographie
Médanos est située à 732 km de la ville de Buenos Aires, capitale de la République. Il y a deux sous-zones identifiées, Secano, partido de Villarino et la zone irriguée des partidos Villarino et Patagones. En tant que capitale nationale de l'ail, la localité organise chaque année la Fiesta Nacional del Ajo en mars. Les festivités se déroulent sur un week-end et comprennent des récitals, des danses populaires et une messe d'action de grâce.
La zone géographique de l'Estación Experimental Agropecuaria INTA Hilario Ascasubi comprend les partido de Villarino (au nord) et Patagones (au sud), tous deux situés à l'extrême sud de la province de Buenos Aires pour les activités de l'Unité, et les partido de Bahía Blanca et Col. Rosales pour les activités du Programme Pro-huerta.

## Spécialités
Médanos possède des vignobles qui ont été les premiers à produire des vins haut de gamme dans la province de Buenos Aires. Ce terroir, à l'est des régions viticoles traditionnelles, présente de grandes aptitudes pour la culture des raisins, notamment le malbec, le cabernet sauvignon, le tannat, le sauvignon blanc et le chardonnay.

## Religion
| Archidiocèse | Bahía Blanca             |
| ------------ | ------------------------ |
| Paroisse     | Sagrado Corazón de Jesús |

La ville possède également une synagogue, déclarée Monument historique provincial, héritage des premiers colons juifs arrivés à Médanos au début du XXe siècle.